# ニーナとピアノ
『ニーナとピアノ』（原題：Nina Simone and Piano!）は、アメリカ合衆国のジャズ・ボーカリスト、ニーナ・シモンが1969年に発表したスタジオ・アルバム。

## 解説
シモンのピアノ弾き語りによる作品だが、部分的にオルガンやシモン自身のバッキング・ボーカル、手拍子、タンブリンもオーバー・ダビングされている。「代償（つぐない）」は、詩人ポール・ローレンス・ダンバーの作品の引用である。「デスペレット・ワンズ」は、元々はジャック・ブレルが1965年に発表した曲で、1968年初演のオフ・ブロードウェイ・ミュージカル『ジャック・ブレルは今日もパリに生きて歌っている』において英語詞に翻訳された。
ジョン・ブッシュはオールミュージックにおいて5点満点中2.5点を付け「シモンがクロスオーヴァーから実験的な方向性にまで行ったり来たりしていた時期に当たり、『ニーナとピアノ』は難解であることは否めないが、聴き所も多い」と評している。

## 収録曲
1. 恋に飽きることはない - "Seems I'm Never Tired Lovin' You" (Carolyn Franklin) - 3:02
2. みんな私のせいよ - "Nobody's Fault but Mine" (Traditional) - 3:02
3. きょうは雨 - "I Think It's Going to Rain Today" (Randy Newman) - 3:29
4. みんな月へ行ってしまった - "Everyone's Gone to the Moon" (Jonathan King) - 3:08
5. 代償（つぐない） - "Compensation" (Paul Laurence Dunbar, Nina Simone) - 1:39
6. 私はだれ - "Who Am I?" (Leonard Bernstein) - 4:11
7. 春がまた来た - "Another Spring" (Angelo Badalamenti, John Clifford) - 3:34
8. 人間のふれ合い - "The Human Touch" (Charles Reuben) - 2:10
9. あなたなんかいなくても - "I Get Along Without You Very Well (Except Sometimes)" (Hoagy Carmichael) - 4:56
10. デスペレット・ワンズ - "The Desperate Ones" (Eric Blau, Gérard Jouannest, Mort Shuman) - 4:41

### リマスターCDボーナス・トラック
1. ミュージック・フォー・ラヴァーズ - "Music for Lovers" (Bart Howard) - 4:23
2. イン・ラヴ・イン・ヴェイン - "In Love in Vain" (Jerome Kern, Leo Robin) - 2:29
3. アイル・ルック・アラウンド - "I'll Look Around" (George Cory, Douglass Cross) - 5:12
4. ザ・マン・ウィズ・ザ・ホーン - "The Man with the Horn" (Eddie DeLange, Jack Jenney, Bonnie Lake) - 3:39